# Ванесса Параді
Ване́сса Шанта́ль Параді́ (фр. Vanessa Chantal Paradis; *22 грудня 1972, Сен-Мор-де-Фоссе) — французька співачка, акторка та модель.

## Біографія
Народилася 22 грудня 1972 року в паризькому передмісті Сен-Мор-де-Фоссе (департамент Валь-де-Марн). 
З дитинства захоплювалася співом і танцями. Її сім'я займалася шоу-бізнесом, і вже у 7 років Ванесса з'явилася на французькому телебаченні на телеконкурсі L'école des fans з піснею Emilie Jolie. Записала перший сингл «La Magie des surprises-parties» у 1983 році і виконала його на італійському фестивалі у 1985 році. 1986 року, у 14 років, Ванесса отримала європейську популярність з піснею «Таксист Джо» (фр. Joe le taxi).

### 1987–1991
У 1987 році 14-річна Ванесса була номером один у Франції протягом 11 тижнів з піснею «Joe le taxi» що незвично для пісні, виконаної французькою. Була випущена у Великій Британії, де досягла третього місця. Вона була взята з її першого альбому M&J (для Мерилін і Джона), який посів 13-е місце у Франції, але не потрапив до британського чарту.
У 1989 році дебютувала у кіно в головній жіночій ролі у фільмі «Біле весілля» Жана-Клода Бріссона. Фільм містив відверті еротичні сцени, після цього Параді не знімалася в кіно 5 років. В цей час виходять її альбоми Variation Sur Le Même T'aime (1990), Vanessa Paradis (1992), Vanessa Paradis Live (1994). Одночасно  підписала контракт із фірмою «Шанель» і почала кар'єру фотомоделі, рекламуючи парфуми «Коко».

### 1992–1996
У 1992 році Параді переїхала до США, щоб працювати з Ленні Кравіцем, з яким на той час зустрічалася. Почала працювати над новим альбомом англійською мовою, якою тепер вільно володіла. Написаний і спродюсований Кравіцем, альбом Vanessa Paradis очолив французький хіт-парад і ненадовго потрапив до британського списку (під номером 45). Одним з синглів з нього стала пісня «Be My Baby», яка посіла 5 місце у Франції і дала їй ще один хіт у найкращі 10 у Великобританії, посівши шосте місце.
У березні 1993 року Параді розпочала своє перше міжнародне турне, Natural High Tour; виступала у Франції, Англії та Канаді. У лютому 1994 року у Франції вийшов альбом «Live». У квітні 1994 року Параді зняла фільм «Еліза» під керівництвом Жана Беккера. Фільм «Еліза» мав великий успіх у Франції і був випущений в міжнародний прокат.
У 1995 році вона знову з'являється на екранах у фільмі «Еліза» Жака Беккера разом з Жераром Депардьє. У цьому проєкті Параді набагато жорсткіше контролювала свій імідж і не соромилася своїх еротичних сцен.

### 1997–2006
У 1997 році береться за комедійні ролі і знімається в містичній комедії «Зачароване кохання» Рене Манзоні разом з Жаном Рено. 1998 року — у фільмі «Один шанс на двох» Патріса Леконта, її партнери тут Жан-Поль Бельмондо і Ален Делон. Продовжує працювати з Леконта, і в 1999 році виходить «Дівчина на мосту»  (La fille sur le Pont) з афішами «Ванесса Параді та Даніель Отей». 
У 2000 році вийшов новий альбом співачки Bliss, за яким відбулося турне Vanessa Paradis au Zenith.
У 2004 році Параді повертається в кіно, зігравши у фільмі «Атомний цирк — повернення Джеймса Батая». 2005 року вона бере участь в першому фільмі Сержа Фрайдмана «Мій ангел». Тоді ж, у 2005 році, бере участь в озвучуванні анімаційного фільму «Чарівна пригода».
У 2005 році працювала з Джонні Деппом над спільним фільмом «Людина, яка убила Дон Кіхота» в ролі Дульсінеї. Однак через численні проблеми знімання фільму не було завершено.

### 2007 — понині
У 2007 році Параді випустила новий альбом Divinidylle, який вийшов у Великій Британії 11 грудня (у вересні у Франції). Існує три версії (звичайна, лімітована та різдвяна). У жовтні розпочався тур Divinidylle Tour. Деякі концерти були зняті на відео, а також випущено DVD/CD про турне. За цей альбом Параді отримала дві нагороди Les Victoires de la Musique у лютому 2008 року. 
Серед її пізніших проєктів — диск найкращих хітів (Best of Vanessa Paradis), до якого увійшов рекламний джингл «I love Paris in the Springtime»; вона також знялася в анімаційному фільмі «Un monstre à Paris», що вийшов на екрани у 2010 році.
Виконала головну роль у фільмі «Кафе де Флор», втіливши матір-одиначку дитини з синдромом Дауна в 1960-х. Фільм вийшов на екрани в 2011 році, а Параді отримала нагороду Genie Award за найкращу жіночу роль на церемонії вручення премії Genie Awards 2012 року .
У листопаді 2010 року Параді випустила акустичний альбом Une nuit à Versailles. Альбом був записаний в L'Opéra Версальського палацу під час її туру Vanessa Paradis Concert Acoustique Tour. Вона також випустила набір DVD-дисків у 2010 році під назвою Anthologie, який зібрав рідкісні живі виступи та інтерв'ю з 1987 по 2007 роки.
У 2010 році вона стала обличчям нової помади Chanel, Rouge Coco, та обличчям нової лінії сумок Ranger.
Її міжнародне турне 2011 року включало виступи в США, Канаді, Великобританії, Європі та Туреччині.
У травні 2013 року Параді випустила альбом Love Songs, подвійну платівку, спродюсовану французьким співаком і продюсером Бенжаміном Біолеєм. Перший сингл Love Song також був написаний ним. Другий сингл — Les espaces et les sentiments. Третій сингл, Mi Amor, був написаний фронтменом BB Brunes Адріаном Галло. До написання пісень альбому також долучилися фронтмен Mickey 3D Мікаель Фурнон, а також Джонні Депп і донька Ванесси, акторка та співачка Лілі-Роуз Депп.
У 2016 році Параді разом з Лілі-Роуз знялася у фільмі «Йога Хозерс» у ролі вчительки історії . Того ж року вона входила до головного конкурсного журі Каннського кінофестивалю 2016 року.
У вересні 2021 року Ванесса Параді дебютувала в театрі у виставі «Маман», написаній і поставленій її чоловіком Самуелем Беншетрі у театрі Едуарда VII в Парижі. За гру у виставі вона була номінована на премію Мольєра за найкращу жіночу роль у приватному театрі .

### Особисте життя
У 1992 році зустрічалася з Ленні Кравіцем. 
З 1998 року була в цивільному шлюбі з актором Джонні Деппом. Від нього народила двох дітей — Лілі-Роуз Мелоді (27 травня 1999) і Джека (9 квітня 2002). У червні 2012 року розлучилася.
30 червня 2018 року одружилася з режисерос Самюелем Беншетрі після 19 місяців стосунків.

## Фільмографія
| Рік  |   | Українська назва                         | Оригінальна назва                           | Роль                   |
| ---- | - | ---------------------------------------- | ------------------------------------------- | ---------------------- |
| 1989 | ф | Біле весілля                             | Noce blanche                                | Матільда Тесьє         |
| 1995 | ф | Еліза                                    | Élisa                                       | Мері                   |
| 1997 | ф | Кохання чарівниці                        | Un amour de sorcière                        | Моргана                |
| 1998 | ф | Насолода (та її малі незгоди)            | Le plaisir (et ses petits tracas)           | переклад               |
| 1998 | ф | Шанс на двох                             | Une chance sur deux                         | Еліс Томасо            |
| 1999 | ф | Дівчина на мосту                         | La fille sur le pont                        | Адель                  |
| 2004 | ф | Атомний цирк — повернення Джеймса Батайя | Atomik Circus - Le retour de James Bataille | Concia                 |
| 2004 | ф | Мій ангел                                | Mon ange                                    | Колет                  |
| 2005 | ф | Чарівна карусель                         | The Magic Roundabout                        | Марго                  |
| 2006 | ф | Солдат Роза                              | Le soldat Rose                              | Made in Asia           |
| 2007 | ф | Ключ                                     | La clef                                     | Сесіль                 |
| 2010 | ф | Серцеїд                                  | L'arnacoeur                                 | Жюльєтт ван дер Бек    |
| 2011 | ф | Чудовисько в Парижі                      | Un monstre à Paris                          |                        |
| 2011 | ф | Кафе де Флор                             | Café de flore                               | Жаклін                 |
| 2011 | ф | Дубайські фламінго                       | Dubaï flamingos                             | Джекі                  |
| 2012 | ф | Я зробився зовсім маленьким              | Je me suis fait tout petit                  | Еммануель              |
| 2014 | ф | Красуні у Парижі                         | Sous les jupes des filles                   | Rose                   |
| 2016 | ф | Йогануті                                 | Yoga Hosers                                 | місіс Моріс            |
| 2017 | ф | Іній                                     | Frost)                                      | французька журналістка |
| 2018 | ф | Ніж у серці                              | Un couteau dans le cœur                     | Анн                    |

## Нагороди та номінації
| Нагороди та номінації                            | Нагороди та номінації | Нагороди та номінації                 | Нагороди та номінації | Нагороди та номінації |
| Нагорода                                         | Рік                   | Категорія                             | Фільм                 | Підсумок              |
| ------------------------------------------------ | --------------------- | ------------------------------------- | --------------------- | --------------------- |
| Сезар                                            | 1990                  | Найбільш багатообіцяюча акторка       | Біле весілля          | Перемога              |
| Сезар                                            | 2000                  | Найкраща акторка                      | Дівчина на мосту      | Номінація             |
| Приз Ромі Шнайдер                                | 1990                  |                                       |                       | Перемога              |
| Міжнародний фестиваль романтичного кіно в Кабурі | 2012                  | Golden Swann                          |                       | Перемога              |
| Джині                                            | 2012                  | Найкраща акторка                      | Кафе де Флор          | Перемога              |
| Jutra Awards                                     | 2012                  | Найкраща акторка                      | Кафе де Флор          | Перемога              |
| Vancouver Film Critics Circle                    | 2012                  | Найкраща акторка в канадському фільмі | Кафе де Флор          | Номінація             |